# Pîlîpkivți, Nova Ușîțea
Pîlîpkivți (în ucraineană Пилипківці) este localitatea de reședință a comunei Pîlîpkivți din raionul Nova Ușîțea, regiunea Hmelnîțkîi, Ucraina.

## Demografie
Componența lingvistică a localității Pîlîpkivți
     Ucraineană (99,01%)
     Alte limbi (0,85%)
Conform recensământului din 2001, majoritatea populației localității Pîlîpkivți era vorbitoare de ucraineană (99,01%), existând în minoritate și vorbitori de alte limbi.